# Нюдля
Нюдля́ (калм. Нүүдлə — калмыцкое женское имя от старо-тибетского «кочевница») — одна из самых известных песен калмыцкого народа.
Стихи и музыка к ним написаны в 1943 году артистом Калмыцкого драматического театра и сержантом 28-й армии Бадмой Джимбеевым.

## Текст песни
1-гч бадг / 1-й куплет:

Асхн намрин серүнлә / Осенней вечерней прохладой

Ардасн салькн үләнә / Дует северный ветер

Эн салькна айсднь / Под мелодию этого ветра

Эрвң күүкн гейүрнә / Воздушная девушка тоскует.
Хол һазрт йовсн / В далёких землях находящегося

Хо-шариһан санна / Светлолицего своего вспоминает

Барлад бичсн бичгнь / Его напечатанное письмо

Байрлад Нүүдлә ханна / Радуясь, Нюдля благодарна.
Давтвр / Припев:

Нүүдлә, Нүүдлә / Нюдля, Нюдля

Нүүдлә, Нүүдлә / Нюдля, Нюдля

Нүднчнь сәәхн Нүүдлә / Красивы глаза твои, Нюдля

Санҗ бичкә ууль / Вспоминая, не плачь

Салькнд дөрҗ дуул / Пой чувствуя ветер
2-гч бадг / 2-й куплет:
Чини дуулсн дууһичнь / Тобой спетую песню

Чиңнҗ иньгчнь ханх / Слушая, любимый твой будет рад

Орн-нутгин чинриг / Страны своей покой

Ончта сәәхн манх / Особенно хорошо будет хранить.
Дуулсн дуунанчнь дурн / Любовь спетой песни

Дуунднь одҗ җиңнх / В песне звеня долетит

Цеңнәд орксн айсчнь / Звонко играющую твою мелодию

Цергин көвүд чиңнх / Солдаты буду слушать
Давтвр / Припев:

Нүүдлә, Нүүдлә

Нүүдлә, Нүүдлә

Нүднчнь сәәхн Нүүдлә

Санҗ бичкә ууль

Салькн өрҗ дуул

## Источник
- Илишкин Н., Нюдля и Деляш, Об авторах любимых в народе песен, Сельский труженик, 1992, 21 июля.
- Джимбиев Б. Х., Нюдля и Деляш/ Герои войны — герои литературы, Министерство образования, культуры и науки РК, Национальная библиотека имени А. М. Амур-Санана, Элиста, ЗАОр «НПП Джангар», 2010, стр. 35-36.
- Җимбин А., Билгəр чиинрсн зөрг/ Хальмг үнн, № 89-90, 2006, 6 мая
- Республика Калмыкия, Календарь знаменательных дат на 2013 год, стр. 68